# 幟子女王
幟子女王（たかこじょおう、天保6年11月1日（1835年12月20日） - 安政3年11月7日（1856年12月4日））は、水戸藩第10代藩主・徳川慶篤の正室。有栖川宮幟仁親王の第1王女。12代将軍・徳川家慶の養女。幼称は線宮（いとのみや）。養女となったため、武家風に線姫ともいわれる。院号は線教院。諡号は順貞夫人。

## 生涯
天保6年（1835年）、有栖川宮幟仁親王の長女として生まれる。母は家女房の山西千世。異母兄に有栖川宮熾仁親王（同年の生まれ）、異母弟に有栖川宮威仁親王がいる。12代将軍徳川家慶の正室・喬子女王や、水戸藩主徳川斉昭正室で慶篤・慶喜の生母の吉子女王は大叔母にあたる。
弘化3年（1846年）将軍徳川家慶の養女となり、嘉永元年（1848年）11月、水戸藩主徳川慶篤に縁組する内意が幕府から水戸藩に達せられた。これより前天保15年（1844年）に水戸藩前藩主で慶喜の父・斉昭が幕府より強制的に隠居を命じられ、藩政に関わることを禁じられていたが、この頃融和に向かっていた。前年弘化4年（1847年）、斉昭の七男・慶喜が一橋徳川家の養子となっており、翌年嘉永2年（1849年）には斉昭の藩政関与が認められた。慶篤への養女輿入れも融和策の一環であった。
嘉永3年（1850年）に京を発し、6月に江戸城の大奥に入った。しばらくのち、線姫の輿入れに関して大奥で問題になり、斉昭と上臈御年寄姉小路の間で書状の遣り取りがあった。
11月23日、慶篤と婚約する。嘉永4年（1851年）11月22日、納采。翌5年（1852年）12月14日、婚儀が行われ水戸藩邸に輿入れした。
嫁いで1年と経ず、嘉永6年（1853年）6月、養父の徳川家慶は死去。嘉永7年（1854年）閏7月、長女・随姫（随子）を出産した。
安政3年（1856年）、22歳で死去した。自殺との風説があった。